# Nosodendron batchianum
Nosodendron batchianum är en skalbaggsart som beskrevs av Champion 1923. Nosodendron batchianum ingår i släktet Nosodendron och familjen almsavbaggar. Inga underarter finns listade i Catalogue of Life.